# 97-ма гвардійська мотострілецька дивізія (СРСР)
97-ма гвардійська мотострілецька Полтавська Червонопрапорна орденів Суворова і Богдана Хмельницького бригада — військове з'єднання мотострілецьких військ Червоної, а згодом Радянської армії, що існувало у 1941—1992 роках.
У 1992 році дивізія була переформована як 97-ма гвардійська механізована дивізія Збройних сил України.

## Історія з'єднання
Дивізія сформована в серпні — вересні 1941 року в місті Ставрополі як 343-тя стрілецька дивізія (I формування).
Воювала у складі військ Південного, Південно-Західного, Воронезького, і 1-го Українського фронтів. У складі 56-ї, 6-ї, 9-ї, 21-ї і 24-ї армій брала участь у Ростовській оборонній і наступальній операціях, Харківській битві 1942 року, Сталінградській битві. У жовтні 1942 року була включена в склад 66-ї (з квітня 1943 року 5-та гвардійська) армії і в її складі брала участь в битві на Курській дузі, звільненні Лівобережної України, у Кіровоградській, Умансько-Ботошанській, Львівсько-Сандомирській, Сандомирсько-Сілезькій, Нижньо-сілезькій, Верхньо-сілезькій, Берлінській і Празькій наступальних операціях.
4 травня 1943 року 343-тя стрілецька дивізія була перейменована у 97-му гвардійську стрілецьку дивізію. З'єднання відзначилося в боях за визволення Полтави. В ознаменування звільнення Полтави наказом Верховного головнокомандувача від 23 вересня 1943 року № 22 97-ма гвардійська стрілецька дивізія удостоєна почесного найменування «Полтавська».
За бойові заслуги дивізія була нагороджена орденом Червоного Прапора, орденами Суворова 2-го ступеня і Богдана Хмельницького 2-го ступеня. Близько 8,5 тисяч її воїнів нагороджені орденами і медалями, дванадцятьом присвоєно звання Героя Радянського Союзу.
97-ма гвардійська Полтавська стрілецька дивізія закінчила Велику Вітчизняну війну з'єднанням 32-го гвардійського стрілецького корпусу 5-ї гвардійської армії. У післявоєнний період дивізія залишалася стрілецьким з'єднанням, а наприкінці 1957 року була переформована в мотострілецьку, зберігши у своєму складі полки військового періоду своєї історії.
На початок 1991 року 97-ма гвардійська мсд зі штабом у Славуті входила до складу 13-ї загальновійськової Червонопрапорної армії Прикарпатського військового округу. Дивізія мала дуже скорочений танковий парк (танки Т-72), з трьох мотострілецьких полків один був полком на БТР (скороченого складу), а два — бронетехніки для мотострільців не мали. Артилерія дивізії (як дивізійна, так і полкова) була представлена не тільки мінометами і РСЗВ, але мала і 84 САУ.
У 1992 році дивізія увійшла до складу Збройних сил України як 97-ма гвардійська механізована дивізія.

## Бойовий склад
Станом на 1943—1945 рр
- 289-й гвардійський стрілецький полк,
- 292-й гвардійський стрілецький полк,
- 294-й гвардійський стрілецький полк,
- 232-й гвардійський артилерійський полк,
- 104-й гвардійський окремий винищувальний протитанковий дивізіон,
- 100-та гвардійська розвідувальна рота,
- 110-й гвардійський саперний батальйон,
- 141-й гвардійський окремий батальйон зв'язку (20-та гвардійська окрема рота зв'язку),
- 423-й (105-й) медико-санітарний батальйон,
- 101-ша гвардійська окрема рота хімзахисту,
- 168-ма (103-тя) автотранспортна рота.

## Командири дивізії з 1941 по 1945 рр
343-тя стрілецька дивізія
- полковник Чувашов Петро Павлович (23.08.1941 — 22.12.1942),
- полковник Усенко Матвій Олексійович (23.12.1942 — 04.05.1943, з 02.05.1943 генерал-майор).

97-ма гвардійська стрілецька дивізія
- гвардії генерал-майор Усенко Матвій Олексійович (04.05.1943 — 12.05.1943, загинув 12.05.1943),
- гвардії полковник Кашляєв Василь Якович (13.05.1943 — 30.05.1943),
- гвардії полковник Анциферов Іван Іванович (01.06.1943 — 19.04.1944, з 25.09.1943 генерал-майор),
- гвардії підполковник Лашков Михайло Іванович (20.04.1944 — 22.05.1944),
- гвардії генерал-майор Анциферов Іван Іванович (23.05.1944 — 08.10.1944),
- гвардії полковник Голуб Єфрем Михайлович (09.10.1944 — 28.12.1944),
- гвардії полковник Гаран Антон Прокопович (29.12.1944 — 11.05.1945).